# Колесников, Николай Владимирович
Николай Владимирович Колесников (1882 — 1937) — русский офицер, полковник Генерального штаба, военный писатель — автор книг по теории и практике военного дела и по военно-исторической тематике.
Действительный член Императорского русского военно-исторического общества и общества археологии, истории и этнографии при Казанском университете.

## Биография
Родился в 1882 году (по другим источникам — 15 ноября 1880 года) в Московской губернии.
Окончил реальное училище, а в 1904 году — Московское военное училище.
Участвовал в Русско-японской войне в звании подпоручика, награждён орденом.
В 1912—1915 годах служил воспитателем и курсовым офицером в Казанском военном училище.
С 1916 года воевал на фронтах Первой мировой войны.
В 1917 году окончил ускоренный курс Академии Генерального Штаба.
В том же году служил начальником штаба 2-й гвардейской дивизии[уточнить].
Участник Белого движения (сначала на юге России, а с 1920 по 1922 годы — в Забайкалье и на Дальнем Востоке). Был офицером Генерального штаба армии Колчака. В Чите был начальником осведомительного отдела и редактором газеты «Русская Армия», сотрудничал также в журналах «Пути России» и «Воин». С конца 1922 года — в эмиграции: сначала в Харбине, затем в Шанхае. С 1925 по 1937 год редактировал газету «Россия», военно-научный журнал «Армия и Флот», журнал для юношества «Святая Русь», а также несколько других эпизодически выходивших изданий. Создал и возглавил Первое Военно-Научное Общество в Китае.
Умер в Шанхае 29 или 30 января 1937 года от «органического поражения нервной системы». Похоронен на кладбище Бабблинг Велл рядом с могилой жены.

## Литературное творчество
До 1917 года издал около десяти книг и брошюр по военно-исторической и военной тематике.
Автор небольшого научно-фантастического романа «Тевтоны. Секрет военного министерства» (1916), в котором предлагается использовать анабиоз как средство «консервации» армии на период отсутствия военных действий. К фантастике также относят его последующие произведения «Жёлтый пожар» (1917) и «Диктатор» (1930).
В годы Гражданской войны и эмиграции написал и издал ещё более 20 книг мемуарно-публицистического, научно-популярного и художественного характера. Основные из них: «Франция или Германия?», «Суворов», «Диктатор», «Вампиры революции», «Философия войны» и другие.
Отстаивал необходимость серьёзного освоения искусства и науки идеологической и информационной борьбы — «стратегии духа», требовал первостепенного внимания к «воспитанию души» тех, кто держит в руках оружие.
В общей сложности написал около 35 печатных военно-научных и литературных трудов, многие из них переведены на французский, английский, японский и чешский языки.

## Произведения
- Колесников, Н. В. 1812 : Воен. ист. очерк Н. В. Колесникова с предисл. и Очерком народного ополчения в Казанской губернии. — Казань: "Казан. газ." Казан. губ. земства, 1912. — 68 с.
- Колесников, Н. В. Русская армия и Дом Романовых : (1613-1913) : Воен.-ист. очерк. — Казань: Ю.С. Г[еркен], 1913. — 38 с.
- Колесников, Н. В. Три века царствования Дома Романовых (1613-1913) : Ист. очерк Н.В. Колесникова : С прил.: 1) Очерка проф. Казан. духов. акад. Ивана Покровского "Казань и казанцы в истории воцарения Дома Романовых". 2) Родословной Дома Романовых. 3) Трёх карт роста территории Российской империи в царствование династии Романовы. — Казань: "Красная газета" Казан. губ. земства, 1913. — 68 с.
- Колесников, Н. В. Австро-Венгрия : (Воен. очерк). — 2 изд. — Казань: тип. Д.М. Гран, 1914. — 15 с.
- Колесников, Н. В. Александр Великий : [Ист. очерк]. — Казань: Типо-лит. Окр. штаба, 1914. — 103 с. — (Великие полководцы мира; Вып. 1).
- Колесников, Н. В. В сторожевке : Рассказ Н. В. Колесникова. — Казань: журн. "Зем. неделя" Казан. губ. земства, 1915. — 20 с.
- Колесников, Н. В. I. Забыли; II. Дети дьявола; III. Геройство полка : Рассказы Н. В. Колесникова. — Казань: журн. "Зем. неделя" Казан. губ. земства, 1915.
- Колесников, Н. В. I. Проклятая сопка; II. Великих дух битвы : Рассказы Н. В. Колесникова. — Казань: журн. "Зем. неделя" Казан. губ. земства, 1915.
- Колесников, Н. В. Сказки войны : Эскизы и аккорды. — Казань: тип. Д.М. Гран, 1915. — 88 с.
- Колесников, Н. В. Техника и искусство современной войны. — 2-е изд., знач. доп. и перераб. — Казань: тип. Д.М. Гран, 1915. — 195 с. — (Великая Европейская война : Лекция, прочит. в зале Казан. дворян. собр. 21 дек. 1914 г.; Ч. 1.).
- Колесников, Н. В. Великая война 1914-1915 года : (Попул. очерки мировой войны). — 2 изд., доп. — Казань: тип. Д.М. Гран, 1916.
- Колесников, Н. В. Нравственный элемент : Сб. бесед с юнкерами и ниж. чинами. — 1-е изд. — Казань, 1916. — 81 с.
- Колесников, Н. В. Тевтоны : Секрет воен. м-ва : Фантаст. роман. — 1 изд. — Казань: Центр. тип., 1916. — 55 с.
- Колесников, Н. В. Огонь земли : Большой ист. роман из яп. жизни, с ил., заставками и портр. авт. — 2 изд. — Шанхай: Россия, 1925. — 354 с.